# Tipula plumbea
Tipula plumbea är en tvåvingeart som beskrevs av Fabricius 1781. Tipula plumbea ingår i släktet Tipula och familjen storharkrankar. Inga underarter finns listade i Catalogue of Life.